# Эдип в Колоне
«Эди́п в Коло́не» (др.-греч. Οἰδίπους ἐπὶ Κολωνῷ) — трагедия Софокла, относящаяся к фиванскому циклу (куда также входят трагедии «Царь Эдип» и «Антигона»). Была поставлена уже после смерти Софокла, в 401 году до н. э. Трагедия экранизирована.

## Сюжет
Царь Эдип, ослепший и изгнанный из Фив за убийство отца и брак с матерью, скитается по Греции вместе со своей дочерью Антигоной. Трагедия начинается с того момента, как Эдип с Антигоной приходят в Колон, деревню под Афинами, и останавливаются в священной роще Эриний. Местные жители хотят прогнать Эдипа, проклятого богами, но он заявляет, что все совершенное им было волей рока и он сам не несёт за это ответственности. Эдип требует встречи с местным правителем Тесеем.
Тем временем прибывает вторая дочь Эдипа Исмена с вестью о том, что Этеокл, сын Эдипа сверг с фиванского престола своего брата Полиника (который, в свою очередь, изгнал Эдипа из Фив) и теперь Полиник собирается на него походом и результат этого похода зависит от того, где будет находиться могила Эдипа. Так как Эдип нарушил границы священной рощи, Исмена была вынуждена отлучиться от отца для совершения обряда очищения. В её отсутствие Тесей навещает Эдипа, обещает ему своё покровительство, делает его гражданином Афин и уходит, оставив его под охраной хора.
Появившийся Креонт пытается убедить Эдипа вернуться в Фивы, предостерегая тем, что Эдип может обесславить все своё потомство, если не вернётся на родину. Эдип отказывается, вспоминая все несправедливости, причинённые ему Креонтом. Последний в гневе говорит, что схватил Исмену, и приказывает схватить Антигону. Хор призывает Тесея, который после разговора с Креонтом атакует со своим войском фиванцев и отбивает дочерей Эдипа.
Тесей советует Эдипу отправиться в храм Посейдона на встречу с эдиповым сыном Полиником. Эдип сначала отказывается, но затем поддаётся на уговоры Антигоны. Полиник просит у отца помощи, но тот проклинает Полиника и предрекает своим сыновьям гибель от рук друг друга. Антигона пытается убедить Полиника не атаковать Фивы и сохранить жизнь себе и своему брату, но Полиник не слушается её.
Раздаётся гром, Эдип принимает его за знак приближающейся смерти. Он призывает Тесея, и в его компании удаляется, оставив своих детей.
Является посланник и заявляет, что Эдип почил. Далее он поясняет, что дочери Эдипа приготовили того к смерти, затем Эдип призвал Тесея, благословил его, взял обещание заботиться об Антигоне и Исмене и удалился с Тесеем, чтобы только Афинский царь знал, где Эдип захоронен, причём эта тайна должна быть передана Тесеем по наследству своему сыну. Трагедия заканчивается тем, что дочери Эдипа умоляют Тесея показать могилу отца, он отказывается, но отвечает согласием на просьбу женщин переправить их в Фивы.